# Tipper Seifert-Cleveland
Tipper Seifert-Cleveland (5 de septiembre de 2011) es una actriz británica, conocida principalmente por su papel de Estella en Cruella.

## Biografía
Tipper Seifert-Cleveland es hija de la música y ex-gimnasta Viva Seifert y del músico Mark “Arp” Cleveland, batería de Archie Bronson Outfit. Con 5 años su familia se trasladó a Cornualles, y posteriormente se mudaron a Londres. Seifert-Cleveland tiene un hermano.

## Filmografía[2]
| Año  | Título                        | Papel             | Notas        |
| ---- | ----------------------------- | ----------------- | ------------ |
| 2018 | The Little Stranger           | Susan Ayres       |              |
| 2019 | Curiosity                     | Katie             | cortometraje |
| 2020 | Faunutland and the Lost Magic | Emily             |              |
| 2021 | Cruella                       | Estella (12 años) |              |

| Año       | Título           | Papel               | Notas       |
| --------- | ---------------- | ------------------- | ----------- |
| 2017      | Doc Martin       | Asrtrid Trappett    | 2 episodios |
| 2017-2018 | Call the Midwife | Alexandra Dockerill | 4 episodios |
| 2018      | Krypton          | Ona                 | 6 episodios |
| 2019      | Game of Thrones  | Hija de Nora        | 1 episodio  |